# Мальсбург
Руины замка Мальсбург (нем. Burgruine Malsburg) — руины на вершине холма Мальсберг (нем. Malsberg) к северо — западу от города Циренберг в Кассельском районе, Северный Гессен (Германия). Замок когда-то принадлежал роду Мальсбургов.

## Географическое положение
Руины замка Мальсбург расположены в северной части природного парка Хабихтсвальд на высоте 405.6 м над уровнем моря. Расстояние до центра города Циренберг примерно в 5.5 километров, а до района Хоэнборн всего около 2 километров.
Примерно в 4 километрах на юго-восток от Мальсбургских руин находится руины Шартенберг, в 3 километрах к юго-юго-востоку руины Фалькенберг, а в полутора километрах на юго-юго — запад замок Эшеберг. На таком же расстоянии в юго-восточную сторону расположена небольшая деревушка Лар с Ларским замком.

## Устройство
Замок Мальсбург занимал относительно небольшую площадь с удлинённым прямоугольным главным зданием. В настоящее время хорошо сохранились остатки стен замка, башня с извилистой лестницей, диаметром 6.5 метров, а также замковый колодец (нем. de:Burgbrunnen).

## История
Первое упоминание о Мальсбургском замке относится к 1123 году, в то время он уже был построен. В 1124 году Волкольд и Ульрих, сыновья Волкольда I, унаследовали от отца Замок Мальсбург и соседний замок Шартенберг в дальнейшем став феодами архиепископа Майнца Адальберта I. В 1143 году замок принадлежал министериалам Стефану и Дитриху Мальсбургским, членам мелкой благородной семьи, которая, вероятно, была ветвью семьи Шартенберг, и после того, как получили во владение замок, стали называться «фон дер Мальсбург».
Ландграф Генрих I захватил Мальсбургский замок в 1260(?) году во время Во время Тюринг-Гессенской войны за наследство, но он вынужден был вернуть его обратно в Майнц, который тогда управлялся из Хофгайсмара.